# Лысенко, Николай Витальевич
Никола́й Вита́льевич Лы́сенко (укр. Мико́ла Віта́лійович Ли́сенко; 10 [22] марта 1842, Гриньки, Кременчугский уезд, Полтавская губерния — 24 октября [6 ноября] 1912, Киев) — украинский композитор, пианист, дирижёр, педагог; музыкальный этнограф, «отец украинской национальной музыки»; общественный деятель.

## Биография
Николай Лысенко был родом из старинного казацкого старшинского рода Лысенко. Родился 10 (22) марта 1842 года в селе Гриньки, Кременчугский уезд, Полтавская губерния, Российская империя (ныне — Глобинского района Полтавской области, Украина). Отец Николая, Виталий Романович, был полковником Орденского кирасирского полка. Мать, Ольга Еремеевна, происходила из полтавского помещичьего рода Луценко. Брат А. В. Лысенко. Домашним обучением Николая занимались мать и известный поэт А. А. Фет. Мать учила сына французскому языку, изысканным манерам и танцам, а полковой товарищ отца Афанасий Фет — русскому языку. В пять лет, заметив музыкальное дарование мальчика, для него пригласили учительницу музыки. С раннего детства Николай увлекался поэзией Тараса Шевченко и народными песнями, любовь к которым ему привили двоюродные дед и бабушка — Николай и Мария Булюбаши. В девять лет Николай написал свое первое музыкальное произведение — достаточно грациозную и красивую «Польку» для фортепиано, которую отец издал в подарок ко дню рождения сына. По завершении домашнего воспитания, для подготовки к гимназии Николай переехал в Киев, где три месяца учился в пансионе Вейля, затем — в пансионе Гедуэна.

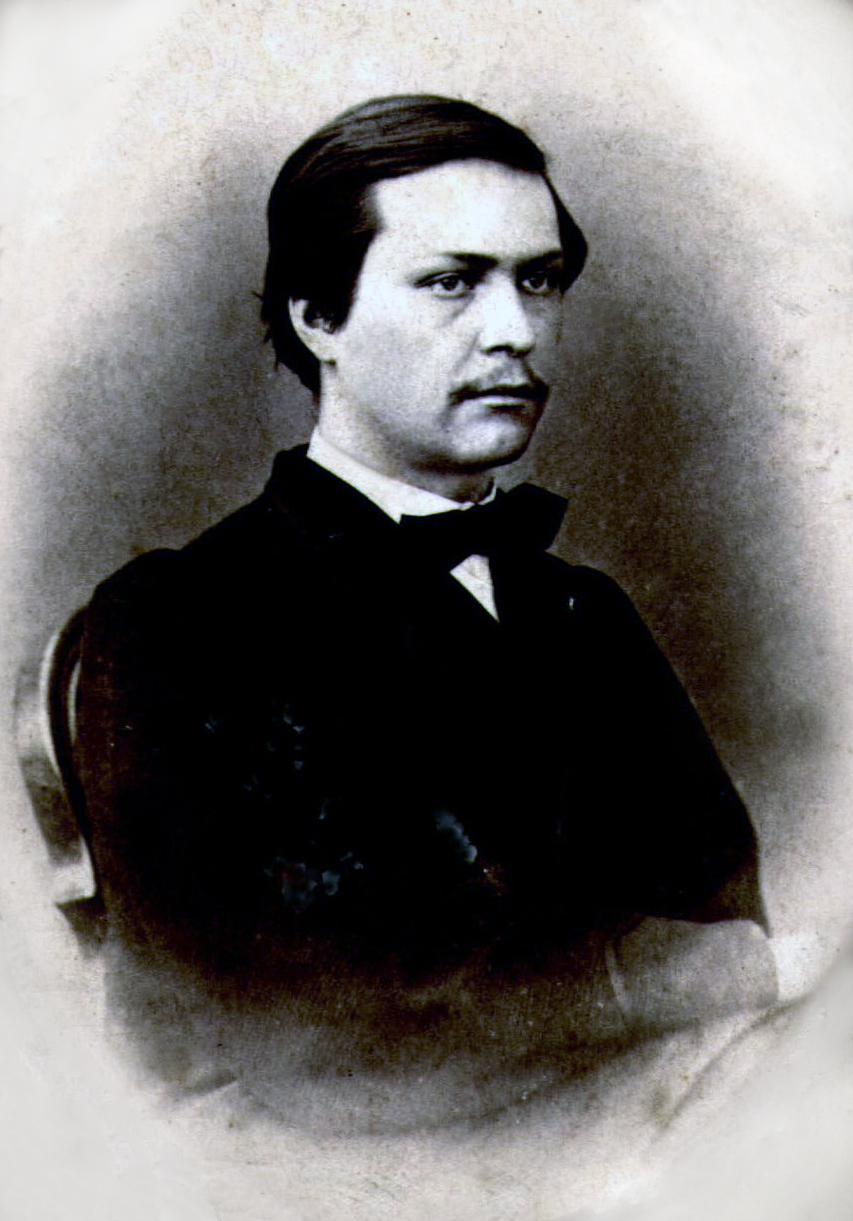
Николай Лысенко в 1865 году.

В 1855 году Николая отдали во 2-ю Харьковскую гимназию, которую он окончил с серебряной медалью весной 1859 года. Во время обучения в гимназии частным образом занимался музыкой (педагог — Н. Д. Дмитриев), став постепенно известным в Харькове пианистом. Его приглашали на вечера и балы, где он исполнял пьесы Бетховена, Моцарта, Шопена, играл танцы и импровизировал на темы малороссийских народных мелодий. В период обучения в харьковской гимназии также принимал участие в благотворительных концертах для поддержки бедных студентов. По окончании гимназии, поступил на естественный факультет Харьковского Императорского университета. Однако через год его родители переехали в Киев, и Н. Лысенко перевёлся на кафедру естественных наук физико-математического факультета Императорского университета Святого Владимира. В студенческие годы начинает собирать и обрабатывать народные песни, работает над «Словарём украинского языка» и переводами общедоступных учебников, исполняет народные песни в своих обработках вместе со студенческим хором Киевского университета, участвует в студенческих спектаклях, создав, в частности, в 1864 году музыкальное сопровождение к водевилю В. Гоголя (отца писателя) «Простак»; в 1863 году делает первую попытку написать вместе со М. Старицким оперу — народную музыкальную драму «Гаркуша» по повести Алексея Стороженко; участвует в акции памяти Т. Шевченко.
Окончив университет 1 июня 1864 года «по разряду естественных наук», Лысенко уже в мае 1865 года получил степень кандидата естественных наук после защиты диссертации на тему: «О половом размножении нитяных водорослей».

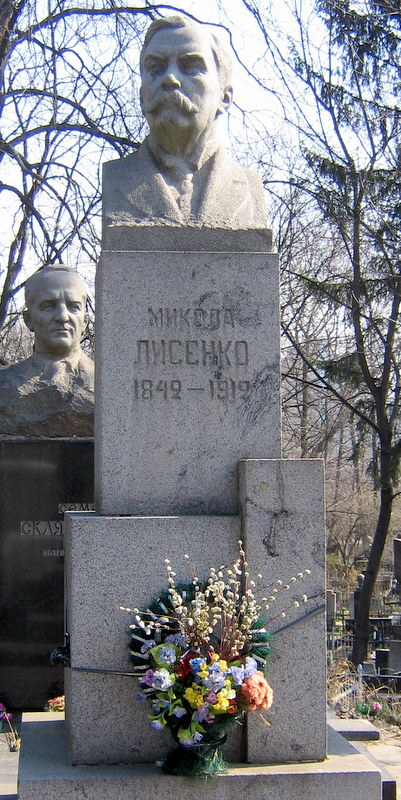
Могила Николая Лысенко на Байковом кладбище в Киеве.

Среди украинского студенчества университета царила атмосфера патриотизма, что способствовало формированию Лысенко как общественного деятеля. Вместе со своими друзьями Михаилом Драгомановым, Михаилом Старицким, Петром Косачом он принадлежал к киевской «Громаде», работал в нескольких кружках, связанных с этнографической деятельностью, основал и проводил студенческий хор, организовывал концерты. Громадовцы открыли за свой счет воскресные школы и библиотеки, работали в них.
После окончания Киевского университета Лысенко решает получить высшее музыкальное образование за границей, однако средств на это у семьи не было. Поэтому в 1865 году он поступает на должность помощника мирового посредника в Таращанском уезде. В июне 1867 года Лысенко, как «оставленный вне штата по поводу сокращения участков в Киевской губернии», возвратился в Киев. В октябре 1867 года он поступил в Лейпцигскую консерваторию, считавшуюся одной из лучших в Европе. Преподавателями по фортепиано у него были К. Рейнеке, И. Мошелес и Э. Венцель, по композиции — Э. Ф. Рихтер, по теории — Паперитц. Именно там Н. Лысенко понял, что важнее собирать, развивать и создавать украинскую музыку, чем копировать западных классиков. В декабре 1867 года, по приглашению своего друга Николая Белозерского, Н. Лысенко отправляется в Прагу, где аккомпанирует известному российскому дирижеру и певцу Д. Агреневу, пропагандисту славянского песенного фольклора.
В июле 1868 года обвенчался с восемнадцатилетней Ольгой Александровной Де-Коннор, которая приходилась ему троюродной племянницей и была на десять лет младше. После бракосочетания молодые поехали в Лейпциг. Своей любимой жене Н. Лысенко посвятил романс «Как стихнет…», арию Оксаны из «Рождественской ночи». Однако после 12 лет совместной жизни Николай и Ольга, официально не оформляя развод, расстались из-за отсутствия детей. Благородство, человечность, тактичность, глубокое взаимоуважение сохранились между Ольгой Александровной и Николаем Витальевичем в их отношениях навсегда.
Закончив в 1869 году с большим успехом (за два года) четырёхлетний курс обучения в Лейпцигской консерватории, Н. Лысенко вернулся в Киев, где прожил, с небольшим перерывом (с 1874 по 1876 год он совершенствовал мастерство в области специальной симфонической инструментовки в Петербургской консерватории в классе Н. А. Римского-Корсакова), чуть более сорока лет, занимаясь творческой, преподавательской и общественной деятельностью. В сезоне 1872—1873 года Лысенко был избран членом дирекции Киевского отделения Императорского Русского музыкального общества, но вскоре вышел из её состава. Летом 1873 года Н. Лысенко вместе с земским статистиком, этнографом и фольклористом Александром Русовым выехал за границу для сбора славянских песен и танцев, посетив Львов, Вену, Хорватию и Сербию. Вернувшись из этого путешествия, стал активным членом Юго-Западного отделения Императорского Русского географического общества. Он принимал участие в организации воскресной школы для крестьянских детей, позднее — в подготовке «Словаря украинского языка», в обработке народных мелодий для сборника Богогласник, в переписи населения Киева.
15 февраля 1875 года в Петербурге состоялся концерт в клубе Российского купеческого собрания «в пользу неимущих студентов Императорской медико-хирургической академии». Хор под управлением Н. Лысенко спел «Ой пущу я конечка», «Эй, не дивитесь, добрые люди», «Не топила, не варила». 3 апреля 1875 года состоялся второй славяно-этнографический концерт, на котором исполнялись русские и моравские народные песни в обработке Н. Лысенко.
Во время своего двухлетнего пребывания в Петербурге (1874—1876) Н. Лысенко, кроме работы над редакцией оперы «Рождественская ночь», сочинил несколько фортепианных миниатюр и пьес концертного типа, в частности, Первую рапсодию на украинские темы, работал над третьим выпуском «Сборника украинских народных песен» и полностью подготовил к печати сборник детских песен и игр «Младости».
В 1878 году занимает должность преподавателя по фортепиано в Институте благородных девиц. В том же году он вступает в гражданский брак с Ольгой Антоновной Липской, пианисткой и его ученицей. С ней композитор познакомился во время концертов в Чернигове. В этом браке были рождены пятеро детей: Екатерина (1880—1948), Галина (1883—1964), Остап (1885—1968), Марьяна (1887—1946), Тарас (1900—1921). Ольга Липская умерла в 1900 году после рождения сына Тараса. Незаконнорожденные дети Н. Лысенко и О. Липской были с согласия законной жены О. Де-Коннор, которая предоставила для этого все необходимые документы, записаны на неё.
В 1890-х годах, кроме преподавания в институте и частных уроков, работал в музыкальных школах С. Блуменфельда и Н. Тутковского.
В начале 1901 года Н. Лысенко организовал концерт хора в пользу сосланных в солдаты 183 студентов Киевского университета. С 1892 по 1902 год он, подготовив хоровые коллективы (студенческие, общие, мужские, женские, смешанные), четыре раза устраивает знаменитые «хоровые путешествия» (1893, 1897, 1899, 1902) по Украине — гастрольные концерты, в которых исполнялись преимущественно его собственные хоровые произведения на тексты Т. Шевченко и обработки украинских песен.
Осенью 1904 года в Киеве начала работать Музыкально-драматическая школа (с 1913 года — имени Н. В. Лысенко), организованная Н. Лысенко. Это учебное заведение давало высшее музыкальное образование по программе консерватории. На организацию школы Н. Лысенко использовал средства, собранные его друзьями во время празднования 35-летия деятельности композитора в 1903 году для издания его произведений и покупки для него и детей дачи. В школе Лысенко преподавал фортепиано. И школа, и Н. Лысенко как её директор находились под постоянным надзором полиции. В феврале 1907 года Н. Лысенко арестовали, но уже на следующее утро отпустили.
В 1908 году в составе комитета (М. Грушевский, Олена Пчилка, Д. Дорошенко, С. Ефремов) возглавил «Киевский украинский клуб» и был бессменным председателем совета старейшин клуба; по случаю открытия клуба написал фортепианное произведение «На новоселье». Именно для Киевского украинского клуба Н. Лысенко написал свою маленькую оперу «Ноктюрн» на либретто Людмилы Старицкой-Черняховской. Возглавлял Центральный комитет по празднованию 50-й годовщины смерти Т. Шевченко, действовавший при Клубе. Был членом основанного в 1906 году «Объединённого комитета по сооружению памятника Т. Шевченко в Киеве», содействовавшего сооружению памятника Т. Шевченко к 50-й годовщине со дня смерти поэта.
Вследствие полицейского «Дела о закрытии Киевского украинского клуба» и «привлечения членов совета старейшин во главе с учителем музыки Николаем Витальевичем Лысенко к уголовной ответственности за антиправительственную деятельность» клуб был закрыт, а Лысенко вскоре, 6 ноября 1912 года, скончался от сердечного приступа.
Отпевание было совершено во Владимирском соборе. Хор, шедший впереди траурной процессии, состоял из 1200 человек. По старинному казацкому обычаю его гроб был накрыт китайкой — суконным полотном алого цвета.
На похороны Н. Лысенко прибыли депутации из Львова, Москвы, Варшавы, Екатеринослава, Одессы, Полтавы, Харькова, Лубен и других городов; из Галиции — от музыкального института им. Н. Лысенко во Львове доктор Станислав Людкевич, от «Львовского Бояна» профессор Филарет Колесса, певец и музыкальный критик Михаил Волошин, фольклорист и этнограф Владимир Шухевич. Похоронен Н. В. Лысенко в Киеве на Байковом кладбище.

## Киевские адреса
- ул. Рейтарская, № 19 (1888—1894).
- ул. Саксаганского, № 95 б (1898—1912), теперь здесь находится Дом-музей Николая Лысенко.

## Память

Памятник Николаю Лысенко возле Национальной оперы Украины в Киеве

В декабре 1903 года во Львове стараниями известного и авторитетного галицко-украинского композитора, педагога и общественного деятеля Анатолия Вахнянина был основан Высший Музыкальный институт им. Н. Лысенко.
Уже 14 сентября 1913 года в Полтаве состоялось чествование памяти Н. В. Лысенко по случаю первой годовщины его смерти. К этой дате полтавской общиной было издано жизнеописание композитора (В. Будинець «Славный музыка Николай Виталиевич Лысенко»; издание Полтавского украинского книжного магазина, 1913).
- Имя Н. В. Лысенко носят улицы в Киеве, Львове и многих других городах Украины, Львовская национальная музыкальная академия, Харьковский государственный академический театр оперы и балета (с 1944 года) и Киевская средняя специализированная школа-интернат.

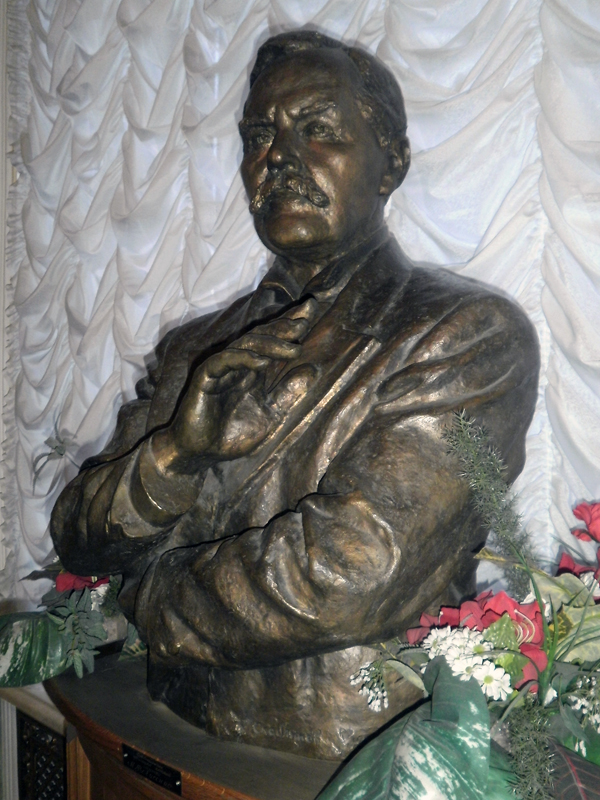
Бюст в Киевской филармонии

- Именем Н. В. Лысенко названа улица в Нижнем Новгороде[9].
- В 1962 году струнному квартету Киевской государственной филармонии было присвоено имя Н. В. Лысенко. В том же году был организован музыкальный конкурс имени Николая Лысенко, имевший до 1992 года статус национального, а с 1992 года ставший международным[10].
- 29 декабря 1965 года рядом с Национальной оперой Украины на Театральной площади был открыт памятник Н. В. Лысенко. Скульптор — А. А. Ковалёв, архитектор — В. Г. Гнездилов.
- Памятник установлен на родине композитора, в селе Гриньки.
- В 1968 году вышел телевизионный фильм-спектакль «Интродукция», посвящённый жизни и творчеству Н. В. Лысенко. Роль Лысенко исполнил артист П. С. Морозенко.
- В 1983 году Знаменской музыкальной школе было присвоено имя Николая Лысенко.
- В 1986 году на киностудии имени А. Довженко режиссёром Т. Левчуком был снят историко-биографический фильм «И в звуках память отзовётся… », показывающий страницы из жизни Николая Витальевича Лысенко. Роль композитора в фильме исполнил артист Ф. Н. Стригун.
- В киевской квартире Н. В. Лысенко по улице Саксаганского, 95 открыт мемориальный музей.
- В 1992 году Укрпочта выпустила почтовую марку и художественный маркированный конверт с оригинальной маркой, посвящённые 150-летию со дня рождения Н. В. Лысенко.
- 26 марта 2002 году к 160-летию со дня рождения композитора Национальный Банк Украины выпустил юбилейную монету номиналом 2 гривны. На аверсе монеты в центре монетного поля изображён нотный отрывок из композиции «Молитва за Украину» (1885), над которым размещён малый Государственный Герб Украины, вверху надпись по кругу: «УКРАЇНА», внизу — стилизованное изображение цветов и надписи: «2», «ГРИВНІ», «2002» и логотип Монетного двора Национального Банка Украины, на реверсе — в центре изображён портрет Николая Лысенко, по кругу монеты надписи: «МИКОЛА ЛИСЕНКО» (справа) и годы жизни — «1842—1912» (слева).
- Украинским музыкантам ежегодно присуждается Премия имени Николая Лысенко.

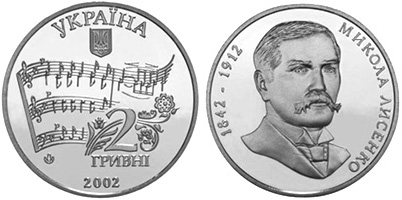
2 гривны 2002 с портретом Лысенко и его нотами
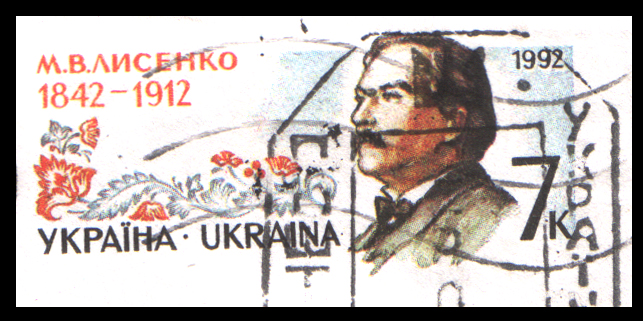
Украина (1992): почтовая марка из ХМК, посвящённая 150-летию со дня рождения Лысенко
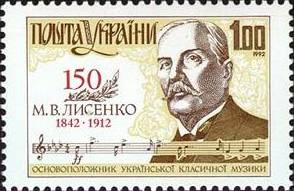
Украина (1992): почтовая марка, посвящённая 150-летию со дня рождения Лысенко  (Mi #73)

## Творчество

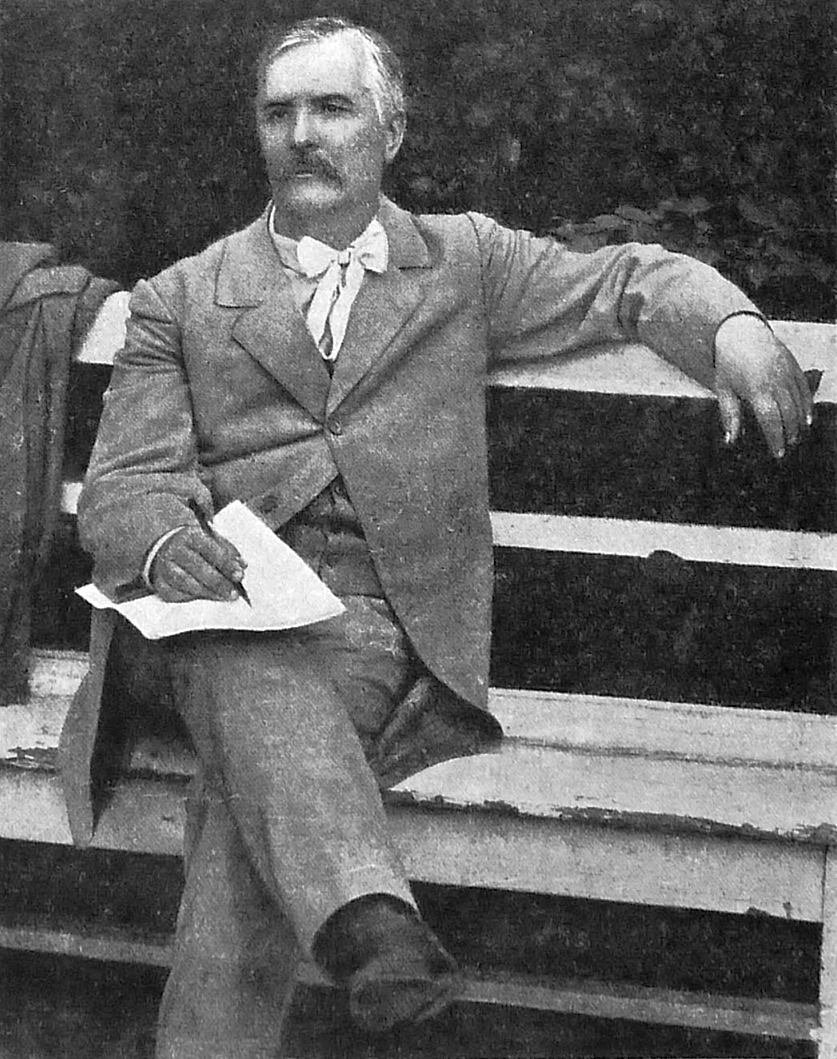
Н. В. Лысенко, 1912

Во время обучения в Киевском университете, стремясь приобрести как можно больше музыкальных знаний, Николай Лысенко изучал оперы А. Даргомыжского, М. Глинки, А. Серова, знакомился с музыкой Рихарда Вагнера и Роберта Шумана. Именно с этого времени он начинает сбор и обработку малорусских народных песен, так, например, записал свадебный обряд (с текстом и музыкой) в Переяславском уезде. Кроме того, являлся организатором и руководителем студенческих хоров, с которыми выступал публично.
Во время обучения в Лейпцигской консерватории в октябре 1868 года Лысенко издал «Сборник украинских песен для голоса с фортепиано» — первый выпуск своих обработок сорока украинских народных песен, которые, помимо практического назначения, имеют большую научно-этнографическую ценность. В том же 1868 году он написал своё первое значительное произведение — «Завет» на слова Т. Г. Шевченко, к годовщине со дня смерти поэта. Это произведение открыло цикл «Музыка к Кобзарю», который включал более восьмидесяти вокально-инструментальных произведений разных жанров, изданных семью сериями, последняя из которых вышла в 1901 году.
Н. В. Лысенко находился в центре музыкальной и национально-культурной жизни Киева. Входил в 1872—1873 годах в состав дирекции Русского музыкального общества и принимал участие в его концертах, проводимых по всей Малороссии; руководил хором из 50 певцов, организованным в 1872 году при «Филармоническом обществе любителей музыки и пения»; работал в «Кружке любителей музыки и пения», «Кружке любителей музыки» Я. Спиглазова. В 1872 году кружок, руководимый Н. Лысенко и М. Старицким, добился разрешения на публичные постановки пьес на малороссийском наречии. В том же году Лысенко написал оперетты «Черноморцы» и «Рождественская ночь» (позднее переработана в оперу), которые вошли в театральный репертуар, став основой украинского национального оперного искусства. В 1873 году была издана его первая музыковедческая работа об украинском музыкальном фольклоре — «Характеристика музыкальных особенностей малорусских дум и песен, исполняемых кобзарем Остапом Вересаем». В этот же период Николай Витальевич пишет много фортепианных произведений, а также симфоническую фантазию на украинские народные темы — «Казак-Шумка».
В петербургский период Лысенко участвовал в концертах Русского географического общества, руководил хоровыми курсами. Совместно с В. Н. Пасхаловым устраивал концерты хоровой музыки в «Соляном городке», в программу которых входили украинские, русские, польские, сербские песни и произведения самого Лысенко. У него завязываются дружеские отношения с композиторами «Могучей кучки». В Санкт-Петербурге Лысенко написал первую рапсодию на украинские темы, первый и второй концертные полонезы, сонату для фортепиано. Там же он начал работу над оперой «Маруся Богуславка» (неокончена) и сделал вторую редакцию оперы «Рождественская ночь». В Петербурге вышел его сборник девичьих и детских песен и танцев «Молодощи» («Молодые годы»).
В 1880 году начал работу над самым значительным своим произведением — оперой «Тарас Бульба», по одноименной повести Н. В. Гоголя на либретто М. Старицкого, которую завершил лишь спустя десять лет. В 1880-х годах Лысенко пишет такие произведения, как «Утопленница» — лирико-фантастическая опера по повести «Майская ночь» Н. Гоголя, либретто М. Старицкого; «Радуйся, ниво неполитая» — кантата на стихи Т. Шевченко; третью редакцию «Рождественской ночи» (1883). В 1889 году Лысенко аранжировал вокальные номера к опере «Наталка Полтавка» по произведению И. Котляревского, в 1894 году написал музыку к феерии «Волшебный сон» на текст М. Старицкого, а в 1896 году — оперу «Сапфо».
Среди авторских достижений Н. Лысенко необходимо также отметить создание нового жанра — национальной детской оперы. С 1888 по 1893 год он написал три детские оперы по мотивам народных сказок на либретто Днипровой Чайки (Л. Василевской): «Коза-дереза», «Пан Коцький (Котский)», «Зима и Весна, или Снежная Королева». «Коза-Дереза» стала своеобразным подарком Николая Лысенко своим детям.
С 1892 по 1902 год Николай Лысенко четырежды устраивал гастрольные турне по Украине, так называемые «хоровые путешествия», в которых исполнялись преимущественно его собственные хоровые произведения на тексты Шевченко и обработки украинских песен. В 1892 году вышло искусствоведческое изыскание Лысенко «О торбане и музыке песен Видорта», а в 1894-м — «Народные музыкальные инструменты на Украине».
В 1905 году Н. Лысенко совместно с А. Кошицем организовал хоровое общество «Боян», с которым устраивал хоровые концерты украинской, славянской и западноевропейской музыки. Дирижёрами концертов были он сам и А. Кошиц. Однако из-за неблагоприятных политических условий и отсутствия материальной базы общество распалось, просуществовав немногим более года. В начале XX века Лысенко пишет музыку к драматическим спектаклям «Последняя ночь» (1903) и «Гетман Дорошенко», в 1905 году написал произведение «Эй, за наш родной край». В 1908 году написал хор «Тишайший вечер» на слова В. Самойленко, в 1912 году — оперу-минутку «Ноктюрн», создал лирические романсы на тексты Леси Украинки, Днипровой Чайки, А. Олеся. В последние годы жизни Лысенко написал ряд произведений духовной музыки, продолживших основанный им ещё в конце XIX века «Херувимский» цикл: «Пречистая Дева, мать русского края» (1909), «Камо пойду от лица Твоего, Господи» (1909), «Дева днесь Пресущественного раждает», «Крестным древом»; в 1910 году на текст Т. Шевченко был написан «Давидов псалом».
В 1880 году, уже зрелым композитором, Николай Лысенко выступил в Елисаветграде (ныне — Кропивницкий) с большим концертом, который прошёл с ошеломляющим успехом, о чём сообщала тогдашняя пресса. В концерте звучали увертюра к «Рождественской ночи», украинская рапсодия «Думка-Шумка», романсы.

## Произведения

#### Оперы
- «Гаркуша» (либретто Михаила Старицкого по пьесе А. Стороженко, 1864, не окончена)
- «Андрашиада» (либретто Михаила Старицкого и Михаила Драгоманова, 1866—1867, музыка не сохранилась)

- «Рождественская ночь» (либретто Михаила Старицкого по пьесе Николая Гоголя, 1872, 2-я редакция — 1874, 3-я редакция — 1883)
- «Маруся Богуславка» (либретто Ивана Нечуй-Левицкого, не закончена, 1874)
- «Утопленница» (либретто Михаила Старицкого по повести Николая Гоголя «Майская ночь», 1883)
- «На Новый Год» (либретто Людмилы Старицкой, 1883—1884, не найдена)
- «Наталка Полтавка» (пьеса Ивана Котляревского, вокальные номера аранжировал Н. Лысенко, 1889)
- «Тарас Бульба» (либретто Михаила Старицкого по повести Н. Гоголя, 1880—1890)
- «Сапфо» (либретто Людмилы Старицкой-Черняховской, 1896—1904)
- «Ведьма» (текст Л. Яновской, 1901, не окончена)
- «Летней ночью» (либретто Валерии О′Коннор-Вилинской, не закончена, 1910)
- «Энеида» (либретто Михаила Садовского по Ивану Котляревскому, 1910)
- «Ноктюрн» — опера-минутка (либретто Людмилы Старицкой-Черняховской, 1912)

#### Детские оперы
- «Коза-Дереза» (1888)
- «Пан Котский» (1891)
- «Зима и Весна, или Снежная Королева» (1892)

#### Оперетты
- «Черноморцы» (1872)

#### Произведения на слова Т. Шевченко
- цикл «Музыка к Кобзарю» (1868—1901), включающий более 80-ти разнообразных вокальных жанров — от песен до развёрнутых музыкально-драматических сцен. Н. В. Лысенко на слова «Кобзаря» Т. Г. Шевченко создал 56 романсов, 19 хоров, 9 вокальных ансамблей и 3 кантаты[11].

### Музыкально-фольклорные работы
- Збірник українських пісень для голосу в супроводі фортепіано: [у 7 вип.] / зібрав і в ноти завів М. Лисенко.: Вип. 1. — Київ, Липськ, 1868; Вип. 2. — Київ, Липськ, 1869; Вип. 3. — Київ, 1876; Вип. 4. — Київ, 1886; Вип. 5. — Київ, 1895; Вип. 6. — Київ, 1911
- Молодощі: збірник танків та веснянок (гри, співи весняні, дитячі, жіночі, мішані) / зібрав М. Лисенко. — Київ, 1875
- Збірник народних українських пісень: [у 12 вип.] / зібрав і для хору уложив М. Лисенко. 1885—1903 (12 десятков)

### Музыковедческие работы
- Характеристика музыкальных особенностей малорусских дум и песен, исполняемых кобзарем Остапом Вересаем // Кобзар Остап Вересай: Его музыка и исполняемые им народные песни (из І тома Записок Юго-Западного Отделения Императорского Географического Общества). — Киев: В университетской типографии, 1874. — II, 109, [31] с.: ноты
- Кобзарь Остап Вересай: Его музыка и исполняемые им народные песни (из І тома Записок Юго-Западного Отделения Императорского Географического Общества). — Киев: В университетской типографии, 1874. — II, 109, [31] с.: ноты
- Дума о Хмельницьком и Барабаше = Дума про Хмельницького та Барабаша, од кобзаря Павла Братиці, списав М. Лисенко // Киевская старина. — 1888. — Т. ХХII (июль). — С. 15—23, 6 с. нот
- О торбане и музыке песен Видорта // Киевская старина, 1892. — XXVI (март). — С. 381—387
- Народні музичні струменти на Вкраїні // Зоря. — 1894. — № 1. — С.17—19; № 4. — С. 87—89; № 5. — С. 112—114; № 6. — С. 135—137; № 7. — С. 161—162; № 8. — С. 185—187; № 10. — С. 231—233.